# Grigorij Samuilovič Landsberg
Grigorij Samuilovič Landsberg, in russo Григорий Самуилович Ландсберг? (Vologda, 1890 – Mosca, 1957), è stato un fisico sovietico.
Docente all'università di Mosca, fu uno dei massimi luminari nello studio della diffusione della luce nei cristalli e nel 1928 scoprì, indipendentemente da Chandrasekhara Venkata Raman, lo Scattering Raman.